# Xanthagrion erythroneurum
Xanthagrion erythroneurum – gatunek ważki z rodziny łątkowatych (Coenagrionidae); jedyny przedstawiciel rodzaju Xanthagrion. Występuje w Australii (gdzie jest szeroko rozprzestrzeniony we wszystkich stanach włącznie z Tasmanią), Nowej Kaledonii i Fidżi.